# Sandra Droucker
Sandra Droucker (Drouker o Droucher), rus: Сандра Друкер, (Sant Petersburg, 7 de maig de 1876 - Hamar, Noruega, 1 d'abril de 1944) fou una pianista russa, casada amb el també pianista Gottfried Galston. El seu pare era jueu d'Alemanya, i la seva mare era russa, d'una família aristocràtica.
Fou deixeble d'Anton Rubinstein. Des de 1894 es dedicà a viatjar, donant concerts a Rússia, Anglaterra, Itàlia i Alemanya. Des de 1904 s'establí a Berlín, on fou professora dels alumnes externs del Conservatori de Peterfeus, Acadèmia de música, i des del 1905 fou professora dels prínceps alemanys.